# 若宮町 (新宿区)
若宮町（わかみやちょう）は、東京都新宿区の町名。「丁目」の設定のない単独町名である。住居表示未実施。

## 地理
新宿区の北東部に位置する。牛込地域に属し、牛込の名を冠して牛込若宮町とも呼ばれる。地域北部は神楽坂に接する。東部は市谷船河原町に接する。南東部は、市谷砂土原町三丁目に接する。南部から南西部は、払方町・南町にそれぞれ接する。西部は、袋町に接する（地名はいずれも新宿区）。当地域は神楽坂方面に商店やビルが見られるが、そのほかの地域は住宅地となっている。隣接する市谷船河原町、市谷砂土原町と並び元大名屋敷の敷地であり、現代においても、最高裁判所長官公邸を擁するなど、高級住宅街と評価される。

## 世帯数と人口
2025年（令和7年）3月1日現在（新宿区発表）の世帯数と人口は以下の通りである。
- 世帯数 : 571世帯
- 人口 : 1,007人

### 人口の変遷
国勢調査による人口の推移。
| 年                 | 人口  |
| ------------------ | ----- |
| 1995年（平成7年）  | 577   |
| 2000年（平成12年） | 689   |
| 2005年（平成17年） | 974   |
| 2010年（平成22年） | 1,037 |
| 2015年（平成27年） | 946   |
| 2020年（令和2年）  | 1,032 |

### 世帯数の変遷
国勢調査による世帯数の推移。
| 年                 | 世帯数 |
| ------------------ | ------ |
| 1995年（平成7年）  | 294    |
| 2000年（平成12年） | 375    |
| 2005年（平成17年） | 537    |
| 2010年（平成22年） | 577    |
| 2015年（平成27年） | 528    |
| 2020年（令和2年）  | 616    |

## 学区
区立小・中学校に通う場合、学区は以下の通りとなる（2018年8月時点）。
- 区域 : 全域
  - 小学校 : 新宿区立津久戸小学校
  - 中学校 : 新宿区立牛込第三中学校

## 事業所
2021年（令和3年）現在の経済センサス調査による事業所数と従業員数は以下の通りである。
- 事業所数 : 37事業所
- 従業員数 : 101人

### 事業者数の変遷
経済センサスによる事業所数の推移。
| 年                 | 事業者数 |
| ------------------ | -------- |
| 2016年（平成28年） | 18       |
| 2021年（令和3年）  | 37       |

### 従業員数の変遷
経済センサスによる従業員数の推移。
| 年                 | 従業員数 |
| ------------------ | -------- |
| 2016年（平成28年） | 73       |
| 2021年（令和3年）  | 101      |

## 施設
- 在日大韓基督教会 東京教会
- 最高裁判所長官公邸
- 神楽坂若宮八幡神社 - 町名の由来
- 遠州流茶道宗家

## その他

### 日本郵便
- 郵便番号 : 162-0827[3]（集配局 : 牛込郵便局[15]）。